# Cheilocostus globosus
Cheilocostus globosus là một loài thực vật có hoa trong họ Costaceae. Loài này được (Blume) C.Specht mô tả khoa học đầu tiên năm 2006.